# Treasure Cay
Treasure Cay – miasto na Bahamach, na wyspie Wielkie Abaco.